# Virtsiku järv
Virtsiku (est. Virtsiku järv) – jezioro w gminie Illuka, w prowincji Virumaa Wschodnia, w Estonii. Położone jest na terenie obszaru chronionego krajobrazu Kurtna (est. Kurtna maastikukaitseala). Ma powierzchnię 2,1 hektara, linię brzegową o długości 555 m, długość 210 m i szerokość 150 m. Jest otoczone lasem, ma brzegi bagienne. Jest jednym z 42 jezior wchodzących w skład pojezierza Kurtna (est. Kurtna järvestik). Sąsiaduje z jeziorami Nootjärv, Aknajärv, Allikjärv, Kihljärv.